# Tümentsogt, Sükhbaatar
Tümentsogt (tiếng Mông Cổ: Түмэнцогт) là một sum của tỉnh Sükhbaatar ở miền đông Mông Cổ. Vào năm 2009, dân số của sum là 2.404 người.

## Địa lý
Sum nằm cách thủ đô Ulaanbaatar 400 km2.

### Khí hậu
Tümentsogt có khí hậu bán khô hạn. Nhiệt độ trung bình hàng năm ở khu vực này là 3 °C. Tháng ấm nhất là tháng 7, khi nhiệt độ trung bình là 24 °C và lạnh nhất là tháng 1, với -20 °C. Lượng mưa trung bình hàng năm là 498 mm. Tháng ẩm ướt nhất là tháng 6, với lượng mưa trung bình là 147 mm, và khô nhất là tháng 2, với 4 mm.